# باشگاه فوتبال لونگ آن
باشگاه فوتبال لونگ آن که به سادگی با نام لونگ آن شناخته می‌شود، یک باشگاه فوتبال حرفه‌ای است که در لونگ آن، ویتنام مستقر است و در وی‌لیگ ۲ رقابت می‌کند.